# Irmtraud Morgner

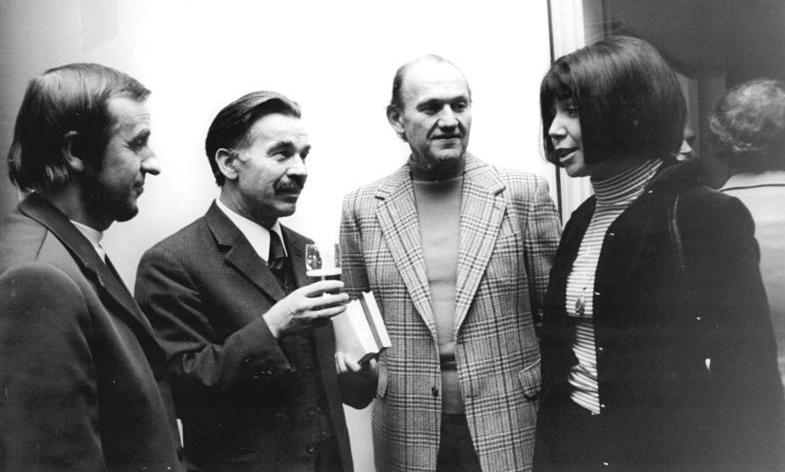
Irmtraud Morgner (rechts) beim VII. Schriftstellerkongress der DDR, 1973

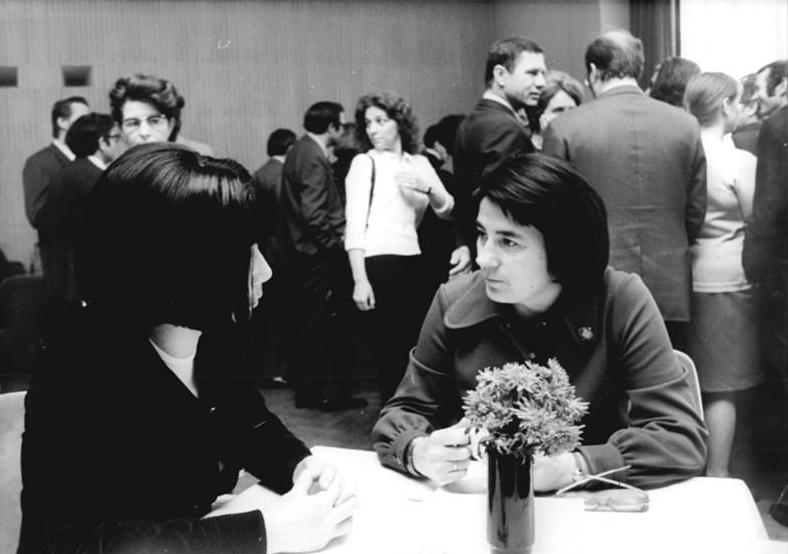
Berlin, VII. Schriftstellerkongress, Irmtraud Morgner (links) im Gespräch mit Christa Wolf

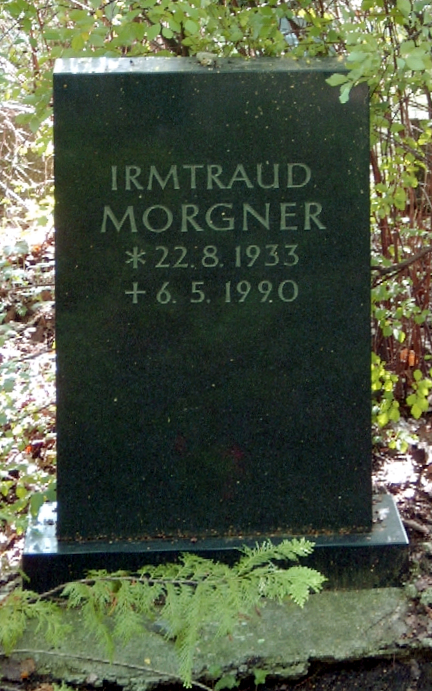
Grab auf dem Zentralfriedhof Berlin-Friedrichsfelde

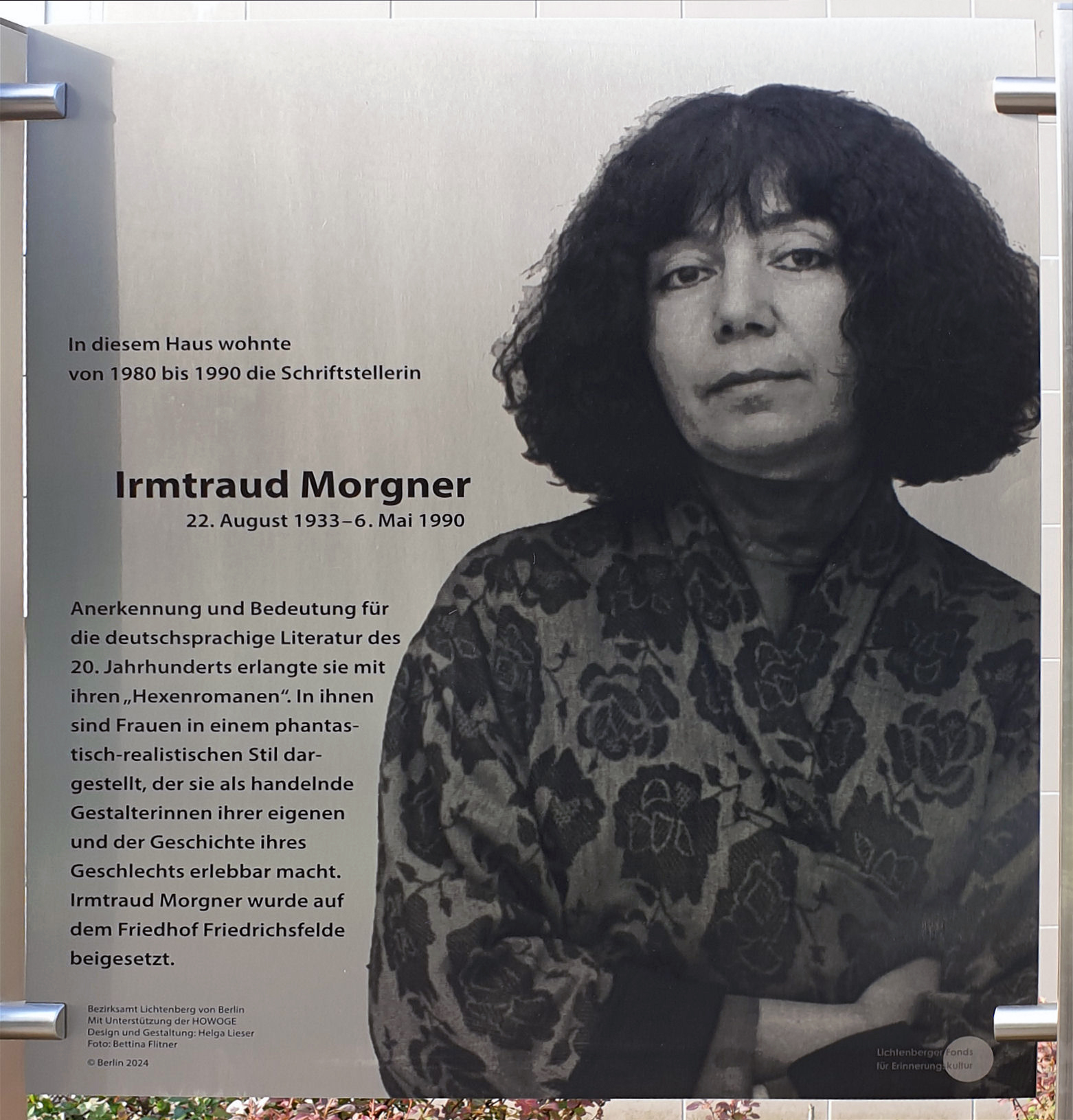
Gedenktafel am Haus Am Tierpark 52 in Berlin-Friedrichsfelde

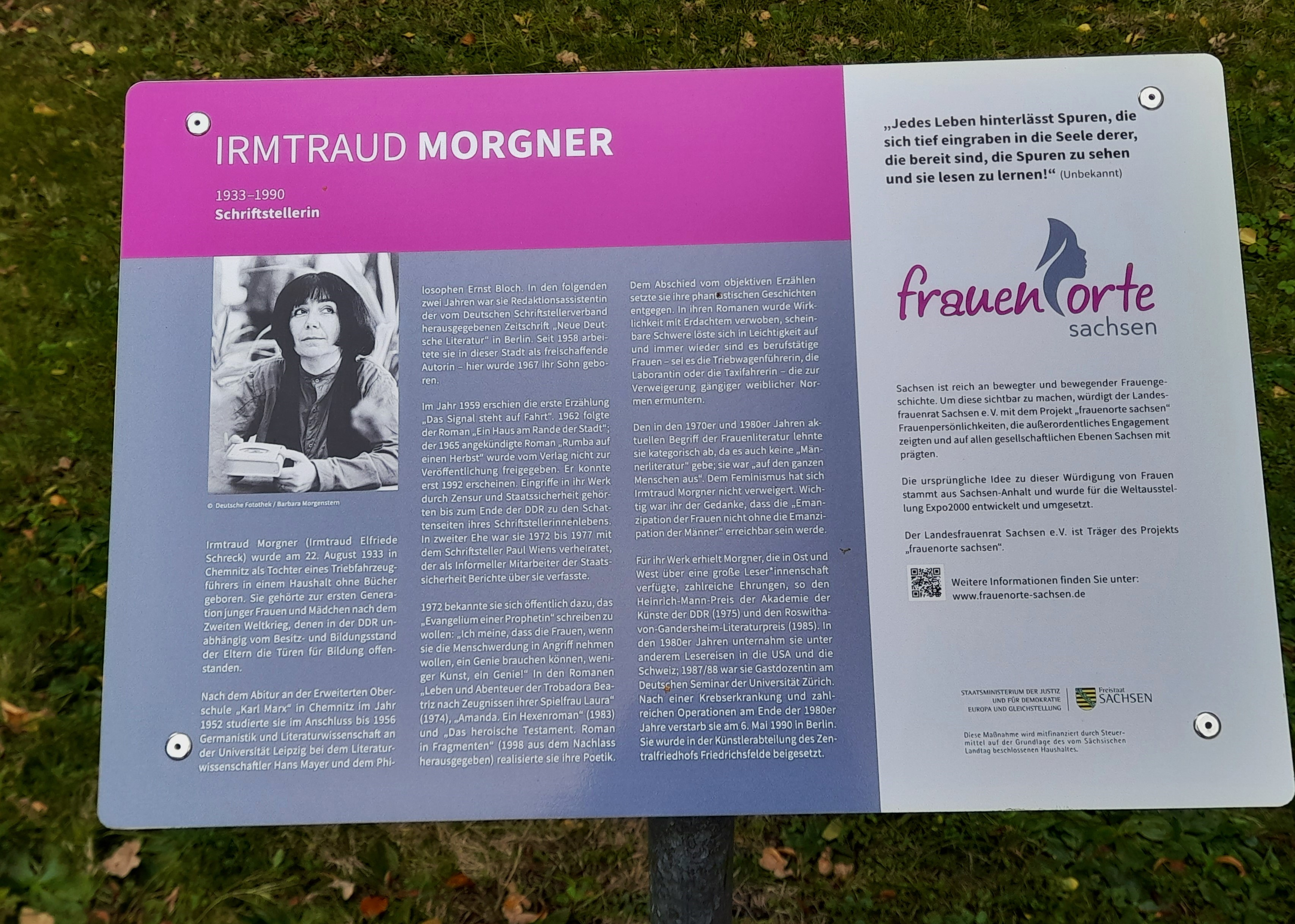
Infotafel vor dem Georgius-Agricola-Gymnasium in Chemnitz

Irmtraud Morgner (* 22. August 1933 als Irmtraud Elfriede Schreck in Chemnitz; † 6. Mai 1990 in Ost-Berlin) war eine deutsche Schriftstellerin.

## Leben
Irmtraud Morgner war die Tochter eines Triebfahrzeugführers. Nachdem sie 1952 ihr Abitur an der Karl-Marx-Oberschule, dem heutigen Georgius-Agricola-Gymnasium in Chemnitz gemacht hatte, studierte sie von 1952 bis 1956 Germanistik und Literaturwissenschaft an der Karl-Marx-Universität Leipzig. Von 1956 bis 1958 war sie Mitarbeiterin in der Redaktion der Zeitschrift neue deutsche literatur. Seit 1958 lebte sie als freie Schriftstellerin in Berlin.
Nach einigen erzählerischen Werken im Stil des sozialistischen Realismus gelang Irmtraud Morgner 1968 mit ihrem Roman Hochzeit in Konstantinopel der Durchbruch beim Lesepublikum der DDR. Die hier erstmals erzeugte virtuose Mischung aus Phantastik und realistischer Alltagsbeschreibung aus feministischer Perspektive wurde zu ihrem Markenzeichen, und mit dem ungewöhnlich breit angelegten Roman Leben und Abenteuer der Trobadora Beatriz sowie der Fortsetzung Amanda erzielte sie ab 1974 sowohl bei den Leserinnen und Lesern der DDR als auch denen der Bundesrepublik Deutschland große Erfolge. In den 1980er Jahren hatte sie Gelegenheit zu mehreren Reisen ins westliche Ausland, u. a. in die USA und die Schweiz, wo sie 1987/88 Gastvorlesungen an der Universität Zürich hielt. Den geplanten dritten Band ihrer „Salman-Trilogie“ konnte sie wegen der 1987 ausgebrochenen Krebserkrankung nicht mehr vollenden; die Fragmente erschienen postum als Das heroische Testament.
Irmtraud Morgner war Vorstandsmitglied des Schriftstellerverbandes der DDR.
Von 1972 bis 1977 war sie in zweiter Ehe mit dem Schriftsteller Paul Wiens verheiratet, der als IM über sie Berichte lieferte. Sie lebte seit 1980 in Berlin-Friedrichsfelde, Am Tierpark 52.
Irmtraud Morgner wurde in der Künstlerabteilung des Berliner Zentralfriedhofs Friedrichsfelde beigesetzt.

## Auszeichnungen
- 1975: Heinrich-Mann-Preis der Akademie der Künste der DDR
- 1977: Nationalpreis der DDR 3. Klasse
- 1985: Roswitha-Preis der Stadt Bad Gandersheim
- 1989: Kasseler Literaturpreis für grotesken Humor

## Werke
- Das Signal steht auf Fahrt. Berlin 1959.
- Ein Haus am Rand der Stadt. Berlin 1962.
- Hochzeit in Konstantinopel. Berlin [u. a.] 1968.
- Gauklerlegende. Berlin 1970.
- Die wundersamen Reisen Gustavs des Weltfahrers. Berlin [u. a.] 1972, Neuauflage Verbrecher Verlag, Berlin 2006.
- Leben und Abenteuer der Trobadora Beatriz nach Zeugnissen ihrer Spielfrau Laura. Berlin [u. a.] 1974.
- Geschlechtertausch. Darmstadt [u. a.] 1980 (zusammen mit Sarah Kirsch und Christa Wolf).
- Amanda. Ein Hexenroman. Berlin [u. a.] 1983.[2]
- Die Hexe im Landhaus. Gespräch in Solothurn. Mit einem Beitrag von Erica Pedretti. Rauhreif Verlag, Zürich 1984, ISBN 3-907764-03-X.
- Der Schöne und das Tier. Eine Liebesgeschichte. Leipzig 1991.
- Rumba auf einen Herbst. Hamburg [u. a.] 1992.
- Das heroische Testament. München 1998.
- Erzählungen. Verbrecher Verlag, Berlin 2006.

## Ehrungen
- An Irmtraud Morgner erinnert seit 2023 eine Gedenktafel von Frauenorte Sachsen vor dem heutigen Georgius-Agricola-Gymnasium in Chemnitz, wo sie zur Schule ging.[3]
- Am 18. Oktober 2024 wurde an ihrem ehemaligen Wohnhaus in Berlin-Friedrichsfelde eine Gedenktafel enthüllt.[1]

## Filmdokumentation
- Unterwegs – Begegnung mit Irmtraud Morgner. Buch und Regie: Gabriele Schärer, Schweiz 1995.[4]
- Geradezu heraus. Irmtraud Morgner in Chemnitz. Buch und Regie: Beate Kunath, Ursel Schmitz, D 2008. Zeitzeugen: Detlef Thierig u. a.[5]